# Lago de Vassivière
El Lago de Vassivière (en francés Lac de Vassivière) es un lago artificial, que con 9,76 km² es uno de los embalses más grandes de Francia. Está situado en los departamentos de Creuse y Alto Vienne, y es el cuerpo de agua más grande en la región de Limosín. Proporciona suministros de agua, hidroelectricidad e instalaciones de ocio.

## Datos
La represa fue construida de hormigón armado entre 1947 y 1950 para cerrar varios valles colindantes, que eran cruzados por arroyos. La inundación tuvo lugar en la víspera de Navidad de 1950.
El lago tiene una capacidad de 106 millones de m³ a su nivel de agua más alto. El lago es alimentado por el río Maulde, un afluente del Vienne y algunos arroyos próximos. El lago de Vassivière proporciona agua a una estación hidroeléctrica en Mazet, al oeste.

## Entorno
En su entorno se encuentran más de 7600 ha de áreas naturales que comprenden 15 pequeñas áreas clasificadas de interés ecológico, faunístico y florístico. El lago Vassivière y sus alrededores representan el paisaje tradicional de la meseta de Millevaches con turberas, estanques de turba, brezales y bosques.

## Ciclismo
En los alrededores del lago han tenido lugar tres etapas contrarreloj del Tour de Francia. La primera vez fue durante el Tour de Francia 1985 con victoria de Greg LeMond sobre una distancia de 47,5 km. El Tour regresó en 1990, donde venció Erik Breukink en los 45,5 km de que constaba la etapa. La tercera vez fue durante el Tour de 1995, sobre 46,5 km alrededor del lago, y el vencedor fue Miguel Induráin.
El lago también dio la bienvenida a la llegada de la tercera etapa en línea de la París-Niza 2012, con salida en Vierzon y fue Alejandro Valverde quien ganó la etapa.